# 馬里亞拉
馬里亞拉是委內瑞拉的城市，由卡拉沃沃州負責管轄，位於該國北部，始建於1781年12月3日，面積124平方公里，海拔高度454米，2010年人口115,515，人口密度為每平方公里931.57人。